# Naro (Italia)
Naro es una localidad italiana de la provincia de Agrigento, región de Sicilia, con 8.416 habitantes.

## Evolución demográfica
| Gráfica de evolución demográfica de Naro entre 1861 y 2011 |
|                                                            |
| Fuente ISTAT - elaboración gráfica de Wikipedia            |